# Centro Federal de Educação Tecnológica Celso Suckow da Fonseca
El Centre Federal de Educaçao Tecnològica Celso Suckow da Fonseca (Centro Federal de Educação Tecnológica Celso Suckow da Fonseca, CEFET-RJ) és un centre educatiu ubicat a Rio de Janeiro, Brasil.
El 30 juny 2011 va prendre possessió del nou director general, Carlos Henrique Figueiredo Alves, subdirector de la gestió anterior. Una de les propostes de la seva campanya anava a dirigir la institució amb la CEFET-MG la transformació conjunta les dues institucions a la categoria d'Universitat Tecnològica.

## Cursos
Els principals cursos oferts per CEFET-RJ són els següents:

### Escola
CEFET-RJ ofereix una escola comuna, d'alt integrat a un curs tècnic.
De nivell mitjà d'Educació Tècnica
- Els Edificis
- Carreteres
- Administració
- Automotriu
- Electromecànica
- Electrònica
- Electrotècnica
- Mecànica
- Ordinador
- Infermeria
- Seguretat en el Treball
- Telecomunicacions
- Turisme i Oci

Graduació
- Administració Industrial
- Enginyeria de Producció Industrial
- Enginyeria Mecànica Industrial
- Industrial Enginyeria Electrònica
- Enginyeria Elèctrica de Telecomunicacions
- Enginyeria Industrial Automatització i Control
- Enginyeria Civil

Postgrau Lato sensu
- Especialització en Tecnologia Educativa
- Especialització en Relacions ètnic-racial i l'Educació

Estudis de postgrau
- Mestre de Tecnologia
- Els Mestratge en Ensenyament de les Ciències i Matemàtiques
- Els Mestratge en Enginyeria Mecànica i Tecnologia de Materials
- Màster en Enginyeria Elèctrica